# Trichodorcadion gardneri
Trichodorcadion gardneri is een keversoort uit de familie boktorren (Cerambycidae). De wetenschappelijke naam van de soort is voor het eerst geldig gepubliceerd in 1942 door Breuning.